# 아시아퍼시픽국제외국인학교
아시아퍼시픽국제외국인학교(영어: Asia Pacific International School)는 서울시 교육청 및 미국 WASC의 정식 인가를 받아 유치원부터 고등학교까지의 전 과정을 운영하는 미국계 학교다. 서울 캠퍼스는 서울특별시 노원구 월계동에 위치한 외국인 학교로 운영되고 있으며 미국 오아후섬 하울라시에 하와이 캠퍼스를 가지고 있다.
미국계 외국인 학교 가운데 유일하게 전학년 2개의 동아시아어(한국어와 일본어 또는 중국어)를 체계적으로 교육한다. 창의적 교육을 위한 환경 및 시설은 물론, 7:1 학생 대 교사 비율로 대가족과 같은 분위기에서 세심한 맞춤식 교육을 한다. 졸업생들은 Stanford, Cornell, Dartmouth 등의 우수대학에 진학하고 있다.
APIS의 커리큘럼은 프로젝트 기반 교육 (Project-based Learning) 에 중점을 두며, 특히 서울 캠퍼스에 다니는 6-8 학년 학생들은  하외이 캠퍼스에 가서 NPC (New Pacific Century) 아카데미를 매년 1개월씩 수행하면서 프로젝트 기반 교육을 받고 있다. 또한, APIS의 학생은 매일 Advisory Program 을 통해서 사회성, 대학진학 등을 선생님과 카운슬러와 상담하는 시간을 가지고 있다.

## 학교 연혁
- 2007년 : 개교
- 2015년: 하와이 캠퍼스 개교